# Bulnesia carrapo
Bulnesia carrapo là một loài thực vật thuộc họ Zygophyllaceae. Đây là loài đặc hữu của Colombia.